# Alcatel Espace
Pour les articles homonymes, voir Alcatel (homonymie).
Alcatel Espace est une société française créée dans les années 1960 pour répondre aux besoins du domaine de l'astronautique et plus particulièrement la construction de satellites artificiels. Elle était l'un des leaders mondiaux dans son secteur. 
L'entreprise devient Alcatel Space en 1998, puis Alcatel Alenia Space en juillet 2005, puis le groupe franco-italien Thales Alenia Space lors de la vente des parts d'Alcatel au groupe français Thalès en avril 2007.

## Historique

### Origines
Dans les années 1960,, la Compagnie française Thomson Houston (CFTH) et son concurrent la Compagnie générale de télégraphie sans fil (CSF) se penchent sur cette activité poussée à cette époque plus par l’exploration scientifique de l’espace que par l’exploitation de services en télécommunications par satellite.
Ultérieurement c'est cette même société Alcatel Espace, qui devient:
- en juillet 1998, Alcatel Space avec la participation de Thomson-CSF, reprenant les activités satellite d'Aerospatiale et spatiale de Thomson-CSF ;
- en 2001, toujours Alcatel Space, Alcatel reprenant la participation de Thomson-CSF devenue entre-temps Thales en 2000 ;
- en janvier 2005, Alcatel Alenia Space (AAS), par fusion des activités spatiales d'Alcatel (Alcatel Space) et de Finmeccanica (Alenia Spazio) dans une cosociété répartie 2/3, 1/3 ;
- en avril 2007, retour aux sources, Thales Alenia Space (TAS), par cession des actifs d'Alcatel dans AAS à Thales.

### Éveil à l'espace
Mondialement c’est en 1957 que la fiction se fait réalité avec la mise en orbite autour de la Terre du premier objet artificiel d’une masse de 80 kg, le satellite soviétique Spoutnik. Les États-Unis d’Amérique suivent en 1958 par le lancement d’Explorer 1.
En France
Le gouvernement français fonde dès janvier 1959, le Comité des recherches spatiales qui décide 3 ans plus tard, en décembre 1961, la réalisation d’un lanceur de satellite qui devient Diamant utilisant la base militaire d’Hammaguir et la création d’un centre d’étude, le CNES (Centre National d'Études Spatiales).
Trois ans et demi plus tard, le 26 novembre 1965, Diamant met en orbite son premier satellite, la capsule technologique de 38 kg Astérix. Équipé en partie de matériels américains, ce satellite possède une antenne réalisée par le Français Thomson.
En Europe
À partir de 1960 sont mis en place des groupes et commissions par  les représentants de la Belgique, de la France, de l’Italie, des Pays-Bas, du Royaume-Uni et de la Suède rejoints par l’Allemagne fédérale et la Suisse, puis la Norvège et le Danemark.
Les travaux des commissions débouchent sur la création de l’ESRO en juin 1962 avec pour mission la recherche scientifique et de l’ELDO pour la mise en place de lanceurs de satellite. Ce n’est qu’en mai 1967 que le premier satellite européen scientifique ESRO 2A est lancé sans succès par le lanceur américain Scout à partir de la base de Vandenberg. L’ESRO qui a connu quelques succès et l’ELDO qui n’a connu que des échecs fusionnent en mai 1975 en une agence européenne, l'Agence spatiale européenne (ESA). Les satellites de cette époque et les stations sol associés possèdent déjà des équipements réalisés par Thomson et CSF.
Arrive ensuite, sous l’impulsion de la France et du CNES, le programme de lanceur de satellite Ariane qui donne naissance à une famille de lanceurs dont on connaît la réputation mondiale ce qui permet l’essor d’activités spatiales en Europe.

### Télécoms par satellite
Premiers pas
L’idée de placer un satellite sur l’orbite géostationnaire à 36 000 km servant de relais radioélectrique date du début du XXe siècle. Mettre en application cette théorie devient dorénavant possible et les premiers à expérimenter de tels relais en orbites sont les militaires américains à la fin de 1958 avec le satellite-capsule actif SCORE à une voie téléphonique placé sur une orbite elliptique. Cette expérience est suivie de Courier 1B plus complet et plus puissant sur orbite elliptique aussi.
Satellites passifs
Le premier satellite passif en 1960 est une sphère gonflable de 30 m de diamètre dont la peau est aluminisée réfléchissant les signaux reçus des stations au sol. C’est la famille des Echo développée en deux exemplaires par la NASA  et placée sur une orbite circulaire basse. Cette expérience ne sera pas suivie d'applications opérationnelles car le développement des satellites actifs avance à grands pas, porté par une utilisation commerciale.
Des études sur des solutions de satellites passifs sont entreprises à CSF sans suite.
Premiers satellites actifs à perspectives commerciales
Au début des années soixante, des lanceurs limitent les charges satellisées à quelques dizaines de kilos et quelques dizaines de watts ce qui freine l’expansion de ces satellites et les maintient sur des orbites basses. On voit cependant apparaître des programmes de satellites équipés de répéteurs dont les caractéristiques permettent la transmission de signaux téléphoniques ou de télévision avec des qualités acceptables. Le premier lancé en juillet 1962, Telstar 1, est une sphère de 77 kilos dont le corps est couvert de cellules solaires et d’antennes et dont l’élément de puissance est un tube à ondes progressives (TOP). Ce satellite préfigure les satellites qui seront 40 fois plus lourds. AT & T, possesseur de presque tout le réseau de télécoms nord-américain promeut et exploite le réseau Telstar.
Quelques mois après Telstar, la NASA met en orbite le satellite Relay, construit par RCA. D'une masse voisine de celle de Telstar, il possède deux répéteurs d'une puissance d'émission de 10 watts fournissant des signaux de qualité acceptable.
Ces satellites nécessitent de grandes stations terrestres très complexes. Celles de Pleumeur-Bodou en France a été réalisée en grande partie par la Compagnie Générale d'Électricité (CGE), qui a pris le nom d’Alcatel plus tard, et la CSF.
Satellites géostationnaires
C’est dès 1960 que la conception par Hughes Aircraft des satellites du type Syncom stabilisé par rotation et équipé d’antenne à rayonnement toroïdal voit le jour. Financé par la NASA et le DoD les satellites Syncom sont lancés en 1963 et 1964. Ils sont suivis par Earlybird en 1965 au profit de l’organisation internationale Intelsat dont l’accord de constitution venait d’avoir lieu.
En 1969 se décide le démarrage du programme commercial franco-allemand Symphonie. La Thomson et CSF, puis après fusion Thomson-CSF sont membres de l'organisation industrielle en tant que chef de file de l'électronique. Ces satellites innovent par une conception nouvelle du type "stabilisé 3 axes" et moteur auxiliaire d'apogée à liquides. Ces solutions sont celles en vigueur 40 ans plus tard sur tous les satellites géostationnaires.

### Premières activités spatiales à Thomson et à CSF

#### Débuts à la compagnie française Thomson-Houston
Au début des années soixante, la Compagnie Française Thomson-Houston (CFTH) est divisée en groupes correspondant à des types d'activité spécifiques : Électronique, Cuivre et Câbles, Mécanique électrique, Radio-Télévision. C'est au sein du Groupe Électronique, consacré à l'électronique professionnelle, que l'expertise de la Compagnie doit pouvoir trouver des applications dans le domaine spatial. Dès 1961 est créé une entité de coordination, le Bureau des Activités Spatiales (BAS).
Télémesure et la télécommande à Thomson Gennevilliers
C'est en 1964 que le CNES lance ses premiers appels d'offres pour équiper les satellites qui doivent être mis en orbite par le lanceur Diamant. Le secteur chargé des études de matériels de télécommunications militaires fonctionnant dans les bandes VHF et UHF est donc naturellement désigné  pour répondre aux appels d'offres du CNES concernant l'étude et la fourniture d'un ensemble récepteur-décodeur de télécommande à embarquer à bord du satellite D1. L'offre est retenue par le CNES et constitue le début d'un enchaînement d'activités lié à la télémesure, la télécommande et la localisation (TM-TC) des satellites. Le satellite D1 sera lancé en février 1966. Succède à D1A le programme international Intelsat II dans lequel le chef de file est l'américain Hughes Aircraft. Hughes se borne à sous-traiter des fabrications sur plans de matériels dont il a fait lui-même l'étude, de la mise au point et des essais .Thomson est chargée des émetteurs de télémesure VHF de deux satellites. Réalisé en 1965 et 1966 le matériel est embarqué sur Intelsat IIA et Intelsat IIC lancé respectivement en janvier et mars 1967.
Au cours de la même période est réalisé le même type de matériel pour les satellites ESRO IA, ESRO IB, ESRO IIA, ESRO IIB lancés respectivement en octobre 1968, en octobre 1969 (échec au lancement), en mai 1967 (échec au lancement) et en mai 1968. Une étape supplémentaire est franchie en 1966 car sous la maîtrise d’œuvre d'ensemble de Dornier Systems en Allemagne, la Thomson se voit confier la responsabilité du sous-ensemble TM-TC des satellites HEOS A1 et HEOS A2 lancés en décembre 1968 et janvier 1972.
Au début de l'année 1966, la Thomson fait l'apprentissage des appels d'offres "lourds" en répondant à celui lancé par l'ESRO pour deux satellites scientifiques TD1 et TD2. C'est au sein du consortium EST (European Space Team) formé de Elliott Automation Ltd (Royaume-Uni), Compagnie Française Thomson-Houston (France), FIAR (Italie), Fokker (Pays-Bas) et ASEA (Suède) conseillé par la société américaine General Electric ayant ce genre d'expérience. C'est le consortium concurrent, MESH, qui remporte le contrat. Finalement seul TD1 voit le jour avant annulation du contrat pour TD2.
| Satellite                                                                                         | Date                      | Lanceur / Centre                | Date de mise hors service                         | Mission             | Commentaires                                                                        |
| ------------------------------------------------------------------------------------------------- | ------------------------- | ------------------------------- | ------------------------------------------------- | ------------------- | ----------------------------------------------------------------------------------- |
| FR 1                                                                                              | 6 décembre 1965           | Scout / Vandenberg              | février 1969 ; Arrêt émission                     | Étude Ionosphère    | CSF - 695/705 km ; 62 kg                                                            |
| Diapason (D 1A)                                                                                   | 17 février 1966           | Diamant/ Hammaguir              | Janvier 1972 Arrêt émission                       | Étude géodésique    | Thomson + CSF - 500/2 500 km ; 18,5 kg                                              |
| Intelsat 2A                                                                                       | 11 janvier 1967           | Delta / Cape Canaveral          | Hors service                                      | Télécoms            | Thomson - GEO ; 2 canaux bande C ; plate-forme Hughes à rotation HS 303             |
| Diadème 1 (D 1C)                                                                                  | 8 février 1967            | Diamant/ Hammaguir              | Janvier 1970 Arrêt émission                       | Étude géodésique    | CSF - 550/1 050 km ; 20 kg                                                          |
| Diadème 2 (D 1D)                                                                                  | 15 février 1967           | Diamant/ Hammaguir              | Avril 1967 ; Arrêt émission ; Disparition en 1968 | Étude géodésique    | CSF 80/1 750 km ; 20 kg                                                             |
| Intelsat 2C                                                                                       | 22 mars 1967              | Delta / Cape Canaveral          | Hors service                                      | Télécoms            | Thomson - GEO ; 2 canaux bande C ; plate-forme Hughes à rotation HS 303             |
| Esro 2A (Iris 1)                                                                                  | 30 mai 1967 Échec lanceur | Scout / Vandenberg              | Mai 1967                                          | Étude Ionosphère    | Thomson - 350/1 000 km ; constructeur HSD + Matra ; 86 kg                           |
| Esro 1A (Aurorae)                                                                                 | 3 octobre 1968            | Scout /Vandenberg               | Juin 1970 ; Déclin naturel                        | Étude Ionosphère    | Thomson - 250/1 500 km ; 86 kg                                                      |
| Esro 1B (Boreas)                                                                                  | 1er octobre 1969          | Scout / Vandenberg              | Novembre 1969 ; Déclin naturel                    | Étude Ionosphère    | Thomson - 300/380 km ; 86 kg                                                        |
| Esro 2B (Iris 2)                                                                                  | 17 mai 1968               | Scout / Vandenberg              | Mai 1971 ; Déclin naturel                         | Étude Ionosphère    | Thomson - 350/1 000 km ; constructeur HSD + Matra ; 86 kg                           |
| Heos A1                                                                                           | 5 décembre 1968           | Thor-Delta / Cape Canaveral     | Octobre 1975 ; Déclin naturel                     | Étude Magnétosphère | Thomson - 20000/200 000 km ; constructeur MBB ; 130 kg                              |
| 1969-1970 Fusion Thomson et CSF 1970 - Thomson-CSF - Création Département Espace-Satellites (ESA) |                           |                                 |                                                   |                     |                                                                                     |
| Intelsat 402                                                                                      | 25 janvier 1971           | Atlas Centaure / Cape Canaveral | Hors service                                      | Télécoms            | Thomson - GEO ; 12 canaux bande C ; plate-forme Hughes à rotation HS 312 ; 1 400 kg |
| Tournesol (D 2A)                                                                                  | 15 avril 1971             | Diamant / Kourou                | Juillet 1973 ; Disparition en 1980                | Étude soleil        | CSF - 450/700 km ; constructeur Matra ; 96 kg                                       |

#### Débuts à CSF
En 1963 ont lieu les premières compétitions pour les matériels d'infrastructure du CNES : les stations de localisation des satellites et les stations de télémesure et de télécommande avec un succès de CSF contre la Thomson pour le marché des stations Iris. La fourniture porte sur six stations, dont deux mobiles et quatre fixes, qui sont installées initialement au Liban, à Brétigny, Pretoria, Ouagadougou, Brazzaville et Hammaguir.
C'est à partir de 1964 que CSF, centre de Corbeville, entre réellement dans le domaine des matériels embarqués à bord de satellites en réalisant un oscillateur ultrastable installé à bord de FR1, premier satellite du CNES mis en orbite en décembre 1965 et un émetteur de télémesures en VHF du satellite D1A, premier de la série Diamant, lancé en février 1966, et de son oscillateur local, suivi de ceux de D1C et D1D lancés en février 1967.
C'est vers cette période que CSF commence à s'intéresser à un avant-projet de satellite français de télécommunications, en collaboration avec Nord-Aviation en premier lieu. Sud-Aviation et SAT rejoindront l'équipe par la suite.  Lorsqu'en 1967 le projet devient franco-allemand sous le nom de Symphonie, des liens étroits sont noués entre CSF et Siemens qui s'est allié du côté allemand avec AEG-Telefunken. Le concurrent Thomson s'intéresse également au projet. Sur ces entrefaites le principe de la fusion des 2 électroniciens français est annoncé ce qui conduit, dans les réponses à l'appel d'offres pour le satellite Symphonie, à la séparation des électroniciens français et allemands dans des consortiums concurrents. Thomson et CSF sont dans le CIFAS, mené par Nord-aviation, et Siemens et AEG-Telefunken sont dans SYMCOSAT avec comme clauses de partager l'électronique du satellite à parts égales dans le consortium gagnant. C'est le CIFAS qui l'emporte et réalise Symphonie A et B.

#### Spatial après la création de Thomson-CSF
La fusion de CSF et de Thomson, annoncée en septembre 1967, est approuvée fin 1969 avec entrée en vigueur au début de la même année. Le nom adopté par la nouvelle société est Thomson-CSF
Les unités chargées des activités spatiales embarquées dans les deux compagnies au début des opérations de fusion, comprennent la direction de l'Électronique Spatiale de CSF installée au centre de Corbeville, la division MRA (Matériels radar aéroportés) de Thomson installée au centre de Vélizy depuis 1967, la division Télécommunications (DTC) de Thomson installée au centre de Gennevilliers et le BAS de Thomson confirmé dans ses attributions étendues au nouvel ensemble.
C’est la division MRA, devenue MAS (Matériels aérospatiaux) en 1969 pour souligner son orientation spatiale qui est désignée comme maître d’œuvre de toutes les activités liées aux satellites avec « in fine » le regroupement des effectifs dans le centre de Vélizy. Une centaine de personnes des mille de la division se consacrent exclusivement au spatial ce qui permet de créer dès 1970 une entité homogène, le département Espace-Satellites (ESA puis DSP) au sein de la division MAS.
C'est ce département DSP qui, créé le 1er juillet 1970, donnera naissance, douze ans plus tard, à la Division Espace et, quatorze ans plus tard, à une société nommée Alcatel Espace.
Les principaux programmes de cette période sont Intelsat IV, Éole, HEOS et enfin Symphonie, qui en est à son début et qui se poursuivra jusqu'en 1975.
Pour Symphonie, Thomson-CSF (MAS) réalise, dans la charge utile confiée à Siemens, le réseau d'antennes d'émission et réception, ainsi que l'oscillateur local et le convertisseur d'émission, assure la responsabilité de l'ensemble de télémesure-télécommande, antennes VHF comprises, et participe à la maitrise d'œuvre industrielle y compris l'assemblage et les essais des satellites, les lancements et les mises à poste. Symphonie A et B sont lancés en décembre 1974 et août 1975. Un troisième satellite Symphonie C est réalisé par remise à niveau du prototype mais ne sera pas lancé.

## Unités spécialisées dans l'Espace

### Département Espace satellites (ESA puis DSP)

#### Département Espace-Satellites (ESA) dans Thomson-CSF
Dans le mois qui précède la création du département ESA la direction générale de Thomson-CSF organise les regroupements d’activités des anciennes sociétés. C’est ainsi que les activités et moyens des divisions Matériels d'avionique (MAV) de la CSF et Matériels aérospatiaux (MAS) de Thomson sont regroupés au sein d'une nouvelle division, la division Équipements avioniques et spatiaux (AVS).
À la création du département ESA, le programme Heos A2 se termine. Les programmes Éole, Helios, Symphonie et Intelsat IV sont en pleine activité.
Dans le cadre du consortium EST, en cours de dissolution pour être remplacé par le consortium STAR, le Département ESA, en 1970 et 1971, propose la fourniture des sous-ensembles de télémesure et télécommande des satellites COSB puis GEOS, de l'ESRO. L’un, COSB, est perdu, l’autre, GEOS, est gagné.
C'est durant cette période que démarrent les activités sur un certain nombre d'affaires : Aerosat à partir de 1971, Dialogue et Tiros N à partir de 1972, GEOS et Spacelab à partir de 1973, ISEE B à partir de 1974. 
En liaison avec la division Faisceaux hertziens (DFH), spécialisée dans le domaine des hyperfréquences, une activité d'avant-projets débute dès la fin de 1970 en vue du futur programme Intelsat V avec l'intention de participer à la proposition que doit soumettre la société Lockheed. Les études préliminaires d'équipements en bande Ku destinés à OTS, futur satellite expérimental de télécommunications de l'ESRO, ont été entreprises dès 1971. C'est à partir de 1973 que sont fabriqués des récepteurs et des multiplexeurs de sortie pour OTS 1 et OTS 2 suivis en 1974 de ceux du programme MAROTS, satellite de télécommunications maritimes, qui est interrompu par la suite.
Dès le début du programme Symphonie, là où il y a participations à la réalisation des répéteurs de la charge utile de télécommunications, il apparait nécessaire de mettre en commun les compétences de la division DFH dans le domaine des répéteurs de télécommunications et du département ESA dans celui de la spatialisation des matériels, concernant plus particulièrement les technologies et les méthodes de fabrication. Cela conduit tout naturellement au début de 1975 à transférer administrativement le département ESA de la division AVS à la division DFH sous un nouveau sigle, DSP car ESA prête à confusion. En effet l’agence spatiale européenne ou ASE vient de voir le jour par regroupement de l’ESRO et de l’ELDO ! Cette agence porte en anglais le sigle de ESA (European Space Agency).
Quelques mois auparavant, en février 1974, le Département avait quitté les locaux de Vélizy pour aller occuper un bâtiment nouvellement construit à quelques centaines de mètres à Meudon-la-Forêt pour une autre division de Thomson-CSF, TVT, dont le Département devient alors locataire.
| Satellite                                                      | Date             | Lanceur / Centre                | Date de mise hors service     | Mission                       | Commentaires                                                                        |
| -------------------------------------------------------------- | ---------------- | ------------------------------- | ----------------------------- | ----------------------------- | ----------------------------------------------------------------------------------- |
| Éole (Cas 1)                                                   | 16 août 1971     | Scout / Wallops Island          | Juillet 1974 ; Déclin naturel | Étude haute atmosphère        | Prototypes uniquement. 650/835 km ; 80 kg                                           |
| Intelsat 403                                                   | 19 décembre 1971 | Atlas Centaure / Cape Canaveral | Hors service                  | Télécoms                      | Thomson - GEO ; 12 canaux bande C ; plate-forme Hughes à rotation HS 312 ; 1 400 kg |
| Intelsat 404                                                   | 22 janvier 1972  | Atlas Centaure / Cape Canaveral | Hors service                  | Télécoms                      | Thomson - GEO ; 12 canaux bande C ; plate-forme Hughes à rotation HS 312 ; 1 400 kg |
| Heos A2                                                        | 31 janvier 1972  | Thor-Delta / Cape Canaveral     | août 1974 ; Déclin naturel    | Étude Magnétosphère           | Thomson - 400/240 000 km; constructeur MBB; 120 kg                                  |
| Sret 1                                                         | 4 avril 1972     | Molniya / Plesetsk              | Février 1974 ; Déclin naturel | Technologie cellules solaires | 500/39 000 km; 15 kg                                                                |
| Castor 1 (D 5A)                                                | 22 mai 1973      | Diamant / Kourou                | Mai 1973 ; Échec lanceur      | Étude géodésique              | Néant                                                                               |
| Intelsat 407                                                   | 23 août 1973     | Atlas Centaure / Cape Canaveral | Hors service                  | Télécoms                      | GEO ; 12 canaux bande C ; plate-forme Hughes à rotation HS 312 ; 1 400 kg           |
| Helios 1                                                       | 10 décembre 1974 | Titan 3-Centaur / Cap Canaveral | 03/1975 : rencontre           | Sonde Exploration soleil      | Thomson - constructeur MBB ; 375 kg                                                 |
| Symphonie A                                                    | 19 décembre 1974 | Delta / Cape Canaveral          | 1979 février 1983             | Télécoms                      | GEO ; 2 canaux bande C ; 3-axes ; 400 kg                                            |
| 1975 - Thomson-CSF - Département Espace-Satellites devient DSP |                  |                                 |                               |                               |                                                                                     |
| Sret 2                                                         | 6 juin 1975      | Molniya / Plesetsk              | ? Déclin naturel              | Techno                        | 513/41 000 km ; 30 kg                                                               |

#### Département Espace-Satellites (DSP) dans Thomson-CSF
À partir de la fin des programmes Symphonie et Intelsat IV, il devient de plus en plus difficile de maintenir une activité suffisante pour le département DSP qui représente un effectif de 300 personnes.
Pour préparer l'avenir dans le domaine des satellites de télécommunications un projet d'étude et de développement d'une charge utile en bande C, la CUFA (Charge utile franco-allemande) est envisagée. Malgré de longues négociations avec le partenaire allemand AEG-Telefunken, devenu plus tard ANT, le projet avorte. Par contre les études prévues du côté français sont effectuées dans le cadre d'un programme d'aide au développement.
Il faudra attendre le milieu de l'année 1979 pour que se matérialisent les espoirs entrevus depuis 1978 : le programme Symphonie doit enfin avoir un successeur. Un nouveau programme national de satellite de télécommunications doit voir le jour : Telecom 1.
Redémarrage
À partir de 1979, l'horizon du Département DSP semble s'éclaircir.
- Le programme Telecom 1, dont la phase de réalisation a été décidée, démarre par sa phase de définition à partir d’avril 1979 avec en concurrence Matra et Aérospatiale pour la réalisation des satellites et Thomson-CSF fournisseur unique de la charge utile complexe de télécommunication à trois bandes de fréquence (bande C, Ku et X) et mixte civil / militaire. Après une continuation de cette phase de définition en liaison avec le maître d'œuvre désigné, MATRA, et avec l'assistance technique de Hughes, la phase de réalisation démarre effectivement en juin 1980, le marché avec la DGT étant signé pour deux satellites à lancer plus un modèle de réserve au sol. Pour ce marché, Thomson-CSF, dont la participation sera supérieure à la moitié du total, est sous-traitant désigné, avec paiement direct, et MATRA est titulaire du contrat. En plus de la charge utile de télécommunications assemblée et testée, le Département DSP doit fournir un ensemble de six antennes indépendantes et le sous-ensemble de télémesure, télécommande et localisation en bande S. Sur compétition entre Ford, Hughes et TRW, DSP sélectionne Ford Aerospace aux États-Unis pour la réalisation des répéteurs militaires en bande X. Les autres marchés de Thomson-CSF/DFH concernent les stations terriennes et l'étude et la mise en place du réseau militaire SYRACUSE associé à la charge utile militaire du satellite.
- DSP participe aux études de faisabilité de H.Sat, satellite de diffusion de télévision envisagé par l'ESA, d’ERS, satellite d'observation par radar de l'ESA.
- Le programme ISPM (sonde solaire), le futur Ulysses est gagné par le consortium STAR en 1979 suivi du programme Giotto (rencontre avec la comète de Halley) pour lesquels le département  DSP fourni le sous-ensemble de télécommande, télémesure et localisation.
- L'étude autofinancée du premier transpondeur cohérent en bande S, pour la télécommande, la télémesure et la localisation, bien avancée, conduira une longue lignée de matériels maintenant la suprématie de Thomson-CSF en Europe dans ce domaine.
- Le département DSP «engrange» de nouveaux marchés importants, en particulier les charges utiles des satellites de diffusion de télévision TV-Sat et TDF 1 réalisées, sous maîtrise dœuvre d'Aerospatiale, basés sur la plate-forme Spacebus 300, en coopération avec la société allemande ANT (ex-AEG-Telefunken) sur lesquelles le travail commence en 1980. Les aspects contractuels sont traités au travers d'Eurosatellite, société à responsabilité limitée de droit allemand (GmbH)créée en 1979 par l'Aérospatiale, déjà initiatrice du projet H-Sat, la société allemande MBB et la société belge ETCA, et à laquelle AEG-Telefunken et Thomson-CSF adhèrent et en deviennent membres.

La traversée du désert est terminée ! Les effectifs tombés à 200 personnes en 1978 remontent vers 550 en 1981 avec une perspective de 1000. Cette croissance rapide nécessite un changement de structure et surtout, une augmentation des surfaces industrielles car les bâtiments de Meudon, faits pour 300 personnes, ne suffisent plus.  Le département est déjà réparti sur cinq emplacements séparés de quelques kilomètres les uns des autres sur la zone de Meudon/Vélizy. Cette situation implique un redéploiement total ou partiel vers d’autres lieux que la région parisienne. La DATAR (Délégation à l'Aménagement du Territoire) n'accepte que les villes nouvelles Saint-Quentin-en-Yvelines, Marne-la-Vallée, Cergy-Pontoise ou la province comme Nancy, Toulouse.
Après des études préliminaires pour installer seulement un centre d'intégration sur le site occupé par la division Travaux extérieurs à Toulouse, à proximité de l'aérodrome de Montaudran, Thomson-CSF annonce en décembre 1980 le transfert de la totalité du Département DSP à Toulouse en y construisant un nouveau centre.
Une option a été prise sur un terrain de plus de 20 hectares situé au Domaine de Candie à Toulouse et la construction de près de 1 800 mètres carrés de bâtiments industriels est décidée. Trois années sont nécessaires à la définition et la construction du nouveau centre qui est pleinement opérationnel en 1983.
Simultanément, au début de 1982, la division DFH étant en pleine expansion aussi, Thomson-CSF décide d'en retirer le département DSP pour en faire une nouvelle unité autonome, la division Espace (DES).

### Division Espace (DES) dans Thomson-CSF
Les diverses activités liées aux satellites et aux systèmes utilisant des satellites, qui ont été, de 1978 à 1981, en partie diluées parmi les activités de faisceaux hertziens, vont donc à nouveau être rassemblées dans une même unité spécialisée en pleine responsabilité dès 1982, la Division Espace DES.
Croissance
En même temps que les affaires sont « engrangées », plus de 500 personnes sont embauchées et formées, la division est éclatée entre plusieurs centres en régions parisienne et toulousaine affectant pendant quelque temps l'efficacité de la nouvelle entité.
L'activité de DES est pourtant soutenu avec en particulier :
- L'activité dans le domaine des satellites scientifiques de l'ESA demeure à peu près constante avec Giotto et ISPM.
- Le programme Spacelab se termine avec l'ESA, la NASA, ERNO, maître d’œuvre du programme, et Matra, maître d’œuvre du sous-système de traitement de l'information à bord, dont font partie les matériels de visualisation fournis par DSP.
- L'évolution de la charge de travail, déjà rapide depuis l'apparition du programme français Telecom 1 en 1979, et plus particulièrement depuis le début de la phase de réalisation au printemps de 1980, devient quasi explosive avec l'arrivée du programme franco-allemand de satellites de télévision directe TV-Sat-TDF 1, pour lesquels un précontrat est signé en août 1981 et le contrat principal pour la réalisation à la mi-juillet 1982.
- Syracuse 1, DES doit traiter du programme de télécommunications militaires Syracuse, basé sur l'utilisation de Telecom 1, et doit donc constituer les équipes appelées à gérer ce programme.
- Intelsat VI (Intelsat 601 à 605), DES fournit les récepteurs en bandes Ku et C ainsi que des filtres multiplexeurs en bande C pour les satellites 601 à 605. Le contrat pour cette fourniture signé avec Hughes Space & Com en 1982 est terminé par Alcatel Espace en 1986.
- SPOT 1, DES fournit les sous-ensembles intégrés de télémesure-charge utile (TMCU) et de l’électronique des caméras (EHRV) de 1980 à 1984.
- ERS 1, satellite d'observation par radar à ouverture synthétique de l'ESA, pour lequel DSP exécute, à partir de 1980, un certain nombre d'études préliminaires, avant le début de la phase de réalisation en 1984. La fourniture portera sur le sous-ensemble intégré radio fréquence et sur le sous ensemble d’étalonnage du radar embarqué.
- La mise au point finale des transpondeurs cohérents en bande S utilisés pour la télémesure, la télécommande et la localisation, et dont les premiers exemplaires voleront sur Giotto, ISPM et le satellite suédois Viking.
- Tele X, depuis 1979, sous le nom de Nordsat puis de TELE X, on parle beaucoup d'un futur satellite de télévision directe envisagé par l'administration suédoise des PTT avec la participation de la Norvège et la Finlande. Ce satellite verra le jour en avril 1984 dans la même configuration contractuelle que TDF 1 en donnant de plus grandes responsabilités aux industriels suédois Ericsson et SAAB leur confiant des coresponsabilités satellite et charge utile.
- Enfin, des éléments de répéteurs de télécommunications, récepteurs et multiplexeurs de sortie en bande Ku, seront livrés pour les satellites européens de télécommunications ECS 1 et ECS 2 lancés respectivement en 1983 et 1984  ainsi que pour les satellites de télécommunications maritimes MARECS I, IIA et IIB, récepteurs en bande C, lancés respectivement en 1981, 1982 et 1984.

Les effectifs continueront d'augmenter au cours de l'année 1983 pour atteindre au début de 1984 l’objectif de 1000 personnes.
| Satellite                                         | Date              | Lanceur / Centre       | Date de mise hors service                      | Mission               | Commentaires                                                                     |
| ------------------------------------------------- | ----------------- | ---------------------- | ---------------------------------------------- | --------------------- | -------------------------------------------------------------------------------- |
| 1982 - Thomson-CSF - Création Division Espace DES |                   |                        |                                                |                       |                                                                                  |
| Marecs B1                                         | 10 septembre 1982 | Ariane L05 / Kourou    | Prévu : 1988 1982 : Échec lanceur              | Télécoms maritimes    | GEO ; bande L, C ; plate-forme ECS de BAe ; 1 100 kg                             |
| Eutelsat 1 F1 ou ECS 1                            | 16 juin 1983      | Ariane 1 / Kourou      | Prévu : Fin 1996 Cimetière : 1996              | Télécoms              | GEO. 12 canaux bande Ku ; plate-forme ECS de BAe ; 1 100 kg                      |
| Eutelsat 1 F2 ou ECS 2                            | 4 août 1984       | Ariane vol 10 / Kourou | Prévu : fin1993 Cimetière :1993                | Télécoms              | GEO. 12 canaux bande Ku ; plate-forme ECS de BAe ; 1 100 kg                      |
| Telecom 1A                                        | 4 août 1984       | Ariane vol 10 / Kourou | Prévu : mi-1991 Désorbité : 1992               | Télécoms              | GEO. 6 canaux bande Ku ; 4 C ; 2 X ; plate-forme ECS de BAe /MMS ; 1 200 kg      |
| Marecs B2                                         | 10 novembre 1984  | Ariane vol 11 / Kourou | 1990 Désorbité : au début de 2002              | Télécoms maritimes    | GEO ; bande L, C ; plate-forme ECS BAe ; 1 100 kg                                |
| Telecom 1B                                        | 8 mai 1985        | Ariane 3 V13 / Kourou  | Prévu : mi-1992 Panne : janvier 1988           | Télécoms              | GEO. 6 canaux bande Ku ; 4 C ; 2 X ; plate-forme ECS de BAe / MMS ; 1 200 kg     |
| ECS 3                                             | 13 septembre 1985 | Ariane / Kourou        | Prévu : fin 1998 1985 : échec lanceur          | Télécoms              | GEO. 12 canaux bande Ku ; plate-forme ECS de BAe ; 1 100 kg                      |
| Giotto                                            | 2 juillet 1985    | Ariane 1               | Rencontre en 1986 Rencontre en 1992 En sommeil | Rencontre comètes     | 580 kg / 200 W Plate-forme Dornier                                               |
| Spot 1                                            | 22 février 1986   | Ariane 1 / Kourou      | Prévu : 1989 Désactivé : 1992                  | Observation optique   | Enregistreurs HS 800 km ; Plate-forme MMS Spot                                   |
| Viking                                            | 22 février 1986   | Ariane 1 / Kourou      | Prévu : 1987 Désactivé : 1988                  | Scientifique / Suède  | 535 kg ; orbite polaire                                                          |
| Eutelsat 1 F4 ou ECS 4'                           | 16 septembre 1987 | Ariane 3 / Kourou      | Prévu : 1994 Cimetière : fin 2002              | Télécoms              | 8 canaux défaillants GEO. 12 canaux bande Ku ; plate-forme ECS BAe ; 1 100 kg    |
| TV-Sat 1                                          | 21 novembre 1987  | Ariane V20 / Kourou    | Prévu : 1995 Panne : 1987 Désorbité : 1988     | TV directe            | Blocage panneau solaire-antenne GEO ; 5 canaux Ku ; Spacebus 300 ; 2 100 kg      |
| Telecom 1C                                        | 11 mars 1988      | Ariane 3 V21 / Kourou  | Prévu : mi-1995 Désorbité : 1996               | Télécoms              | GEO. 6 canaux bande Ku ; 4 C ; 2 X ; plate-forme ECS BAe / MMS ; 1 200 kg        |
| TDF 1                                             | 28 octobre 1988   | Ariane V26 / Kourou    | Prévu : 1995 Désorbité : 1996                  | TV directe            | 1 canal HS GEO ; 5 canaux Ku ; Spacebus 300 ; 2 100 kg                           |
| Tele X                                            | 2 avril 1989      | Ariane V30 / Kourou    | Prévu : mi 1996 Désorbité : 1998               | TV directe / Télécoms | Satellite suédois GEO ; 5 canaux Ku ; Spacebus 300 ; 2 100 kg                    |
| ERS 1                                             | 17 juillet 1988   | Ariane V44 / Kourou    | Prévu : mi 2000 Panne en orbite : mi 2000      | Observation radar     | 800 km ; plate-forme MMS Spot; 2 500 kg ; ESA ; Dornier.                         |
| Eutelsat 1 F5 ou ECS 5                            | 21 juillet 1988   | Ariane 3 / Kourou      | Prévu : 1995 Désorbité : 2000                  | Télécoms              | 4 canaux HS GEO. 12 canaux bande Ku ; plate-forme ECS de BAe ; 1 100 kg          |
| TV-Sat 2                                          | 8 août 1989       | Ariane V33 / Kourou    | Prévu : mi 1996 Désorbité : 1999               | TV directe            | Flotte Eutelsat GEO; 5 canaux Ku; Spacebus 300; 2 100 kg                         |
| TDF 2                                             | 24 juillet 1990   | Ariane V37 / Kourou    | Prévu : 1997 Désorbité : mai 1998              | TV directe            | Flotte Eutelsat GEO ; 5 canaux Ku ; Spacebus 300 ; 2 100 kg                      |
| Ulysses ou ISPM                                   | 6 octobre 1990    | Navette US / KSC       | Rencontre en 1996. Rencontre en 2004.          | Sonde solaire         | Sonde Esa et lancement Nasa. Étude de l'influence sur champ magnétique et climat |

Cependant, au moment où la Division devient société anonyme, on peut dire que les difficultés liées à la constitution en trois ans d'une véritable entité industrielle de réalisation de charges utiles de satellites sont résolues. Il reste à en faire un instrument efficace et rentable ; c'est ce qui constituera l'essentiel des actions jusqu'au milieu de 1986, autorisant le remarquable développement des années ultérieures.

## Alcatel Thomson Espace (ATES) et Alcatel Espace (ATES)
Constituée en mai 1984 (juridiquement, avec effet rétroactif à janvier 1984), la société Alcatel Thomson Espace reprend, avec les hommes et le fonds de commerce de la division DES, l'organisation de cette division.
L'utilisation du nom de Thomson au sein de la raison sociale d'Alcatel Thomson Espace est limitée dans le temps (quatre ans à compter de la fusion envisagée des sociétés CIT-Alcatel et Thomson-Télécommunications) et ATES prendra rapidement le nom d’Alcatel Espace.
D'équipementier jusqu'à la fin des années soixante-dix, Alcatel Thomson Espace va, dès sa création, vivre pleinement son nouveau rôle de maître d’œuvre de « charges utiles » de satellite. La société explose le marché évolue, et il faut «changer de braquet» et adapter l’organisation au plus près du marché.
En 1985, Alcatel Espace se restructure en trois divisions, la division Télécommunications Civiles (DTC) pour la commercialisation des activités d’études de systèmes  y compris la maîtrise d'œuvre de satellites, ainsi que leur intégration, la Division Militaire et Aérospatiale (DMA) chargée des activités d'étude de systèmes associés à un segment sol, ainsi que leur intégration et la Division Équipements (DEQ) pour la production les équipements embarqués nécessaires.
Dès 1987, le marché va changer considérablement. C’est la fin des programmes commerciaux expérimentaux pilotés par les administrations centrales, tant françaises qu'européennes (Telecom 1, TDF 1, TV-Sat 1, TELE X, SPOT 1…). On voit se profiler à l'horizon une nouvelle couche de clients, privés pour la plupart, exigeant des rapports performances-prix inconnus jusqu'alors, peu enclins à prendre à leur compte une part quelconque des problèmes techniques. Il faut donc réduire les délais et les coûts, obtenir une qualité «zéro défaut», se battre commercialement et proposer des produits « clé en main ». L’organisation s’adapte à cette nouvelle donne et se simplifie avec une structure à 2 divisions, une Division d'Affaires couvrant l'ensemble des relations avec la clientèle pour la réalisation des prestations correspondant au savoir-faire de la société et une Division Technique et Industrielle pour la réalisation des équipements embarqués, leur industrialisation associé à une direction technique.
Cette organisation trouve en fait son moteur dans la réalisation dans les délais convenus des grands programmes dont Alcatel Espace a la charge, et notamment Telecom 2, SYRACUSE 2, Intelsat VII…
Elle fonctionnera convenablement jusqu'à l'étape suivante, celle des accords internationaux et la gestion des activités spatiales d'Alcatel dans « l’alliance » entre Alcatel, Aerospatiale, Alenia et Space Systems/Loral. À partir de 1993, l’organisation, plus complexe, se compose d’un ensemble de directions dépendant d’une Direction Générale et de son comité de direction avec 5 directions opérationnelles, 8 directions fonctionnelles et 2 directions rattachées. À cette organisation se superpose une superstructure, la « Space Division », dont le but est de favoriser l'intégration des activités des différentes unités d’Alcatel
- - unités spatiales existant en Belgique (Bell et ETCA), en Norvège (STK), au Danemark (Kirk) et en Allemagne (SEL)
  - création en Espagne d’Alcatel Espacio, filiale de Standard Electrica,
  - rachat de la société AME Space en Norvège,
  - entrée des produits spatiaux de la SAFT.

Au cours de la période 1984-1993 les activités ont été les suivantes :
 1984
- Études préliminaires pour le système SYRACUSE deuxième génération.
- Démarrage du satellite d'observation radar ERS 1 de l’ESA

- Démarrage des satellites de télédiffusion TDF 2 et TV-Sat 2
- Démarrage du satellite expérimental de télécommunications Athos pour France Télécom

1985
- Le programme expérimental Athos est purement et simplement annulé, seules seront terminées les réalisations en cours.
- En juin, un plan social est mis en œuvre comportant plusieurs étapes, qui seront déclenchées, ou non, selon l'évolution de la situation du deuxième semestre.
- Au second semestre, Alcatel Espace travaille avec acharnement à la préparation de l'avenir, dans la perspective de Telecom 2, SYRACUSE 2 et Eutelsat 2.
- TDF 2 est contractuellement enfin notifié.

1986
- Alcatel Espace et la division "satellites" d'Aerospatiale à Cannes sont sélectionnés par l’organisation Eutelsat pour la réalisation des satellites de télécommunications Eutelsat 2, basés sur la plate-forme Spacebus 2000, composé d’une première tranche de 3, F1,F2 et F3, pour  la transmission de données et la TV.

- TV-Sat 2 est enfin contractuellement notifié par l’Allemagne.

1987
- Études préliminaires des composants critiques des futurs programmes Telecom 2  et SYRACUSE 2.
- Le CNES démarre le programme SPOT 3, satellite d’observation optique.
- Démarrage du programme franco-américain CNES/NASA Topex-Poséidon dans lequel Alcatel Espace a la responsabilité de l'altimètre Poséidon.
- Commande du quatrième satellite Eutelsat 2 F4 par l'organisation Eutelsat.

1988
- France Télécom et la DGA (Délégation générale pour l'Armement) sélectionnent Alcatel Espace et Matra Marconi Space en comaîtrise d’œuvre pour la réalisation des trois satellites mixtes Telecom 2A, 2B et 2C des programmes  Telecom et SYRACUSE  (bord) deuxième génération

- La DGA finalise le contrat concernant la maîtrise d'œuvre système et le réseau sol du programme SYRACUSE 2.
- Commande par l’organisation Intelsat de la première tranche de cinq satellites, Intelsat 701, 702, 703, 704 et 705 sur les douze du programme Intelsat VII avec Space Systems Loral comme maître d’œuvre satellite et Alcatel Espace comme « charge utiliste »

1989
- Démarrage des programmes d'observation civile SPOT 4 et militaire Helios 1.
- Commande du cinquième satellite Eutelsat 2  F5 par l'organisation Eutelsat.
- Perte de l’affaire Inmarsat troisième génération à la suite d'une compétition internationale.

1990
- À la suite d'une compétition internationale Alcatel Espace, charge utile, associée à Aerospatiale, maître d’œuvre, gagne le programme turque Turksat, basé lui aussi sur une plate-forme Spacebus 2000, comprenant deux satellites Turksat 1A et 1B de télécommunications livrés en orbite comprenant donc le segment sol (ATES), le lancement et la mise à poste.
- Commande du sixième satellite Eutelsat 2 F6.par l'organisation Eutelsat qui devient Hotbird 1 premier satellite pour la télévision directe.
- Démarrage par l’ESA d’ERS 2, satellite d’observation radar.
- Démarrage par le CNES du contrat concernant la station de contrôle en bande S située aux îles Kerguelen.

1991 
- Commande par l’organisation Intelsat de la deuxième tranche de deux satellites, Intelsat 706 et 707 du programme Intelsat VII
- Démarrage du programme de microsatellite militaire Cerise.
- Démarrage du programme scientifique de l’ESA Soho/Cluster avec Dornier comme maître d’œuvre.
- Études préliminaires concernant les programmes Hermes/ Colombus qui seront remis en question et arrêtés en 1992.

1992 
- Commande par l’organisation Intelsat d’un huitième satellite, Intelsat 708, du programme Intelsat VII.
- Associé à Dornier, Alcatel Espace, charge utile, emporte le contrat concernant le satellite israélien de télécommunications Amos 1 avec l’israélien IAI comme maître d’œuvre.

1993
- Commande par l’organisation Intelsat d’un neuvième satellite, Intelsat 709, du programme Intelsat VII.
- Alcatel Espace pour la charge utile, associé à Aérospatiale, maîtrise d’œuvre, emporte le programme Arabsat 2, basé sur une plate-forme Spacebus 3000A de télécommunication comprenant deux satellites Arabsat 2A et 2B destiné à l’organisation Arabsat de la Ligue arabe.
- Démarrage du programme de protection de l'environnement Envisat, pour lequel Alcatel Espace réalise le radar à synthèse d'ouverture.
- Démarrage du programme de télécommunications Artemis pour l’ESA dans lequel Alcatel Espace est responsable de répéteurs en bandes S et Ka
- Démarrage du microsatellite militaire Clementine pour la DGA.

| Satellite                  | Date              | Lanceur / Centre        | Date de mise hors service             | Mission                                                 | Commentaires |
| -------------------------- | ----------------- | ----------------------- | ------------------------------------- | ------------------------------------------------------- | --- |
| Spot 2                     | 22 janvier 1990   | Ariane V35 / Kourou     | Prévu : 1993 Opérationnel dégradé     | Observation optique                                     | 800 km ; Enregistreurs HS ; Plate-forme Spot d'Astrium                                                                     |
| Eutelsat 2 F1              | 30 août 1990      | Ariane V38 / Kourou     | Prévu : 2000 Désorbité : fin 2003     | Télécoms                                                | GEO ; 16 canaux bande Ku ; Spacebus 2000 de ASCa; 1800 kg                                                                  |
| Eutelsat 2 F2              | 15 janvier 1991   | Ariane V41 / Kourou     | Prévu : 2001 Désorbité : fin 2005     | Télécoms                                                | GEO ; 16 canaux bande Ku ; Spacebus 2000 de ASCa ; 1 800 kg                                                                |
| Eutelsat 2 F3              | 7 décembre 1991   | Atlas / Cape Canaveral  | Prévu : 2001 Désorbité : début 2005   | Télécoms                                                | GEO ; 16 canaux bande Ku ; Spacebus 2000 de ASCa ; 1800 kg                                                                 |
| Telecom 2A                 | 16 décembre 1991  | Ariane V48 / Kourou     | Prévu : 2002 Désorbité : fin 2005     | Télécoms                                                | GEO ; 6 canaux bande C ; 11 canaux Ku ; 6 canaux X ; Plate-forme Eurostar 2000 de MMS ; 2 275 kg Flotte Eutelsat           |
| Telecom 2B                 | 15 avril 1992     | Ariane V50 / Kourou     | Prévu : 2003 Désorbité : mi 2004      | Télécoms                                                | GEO ; 6 canaux bande C ; 11 canaux Ku ; 6 canaux X ; Plate-forme Eurostar 2000 de MMS ; 2 275 kg                           |
| Intelsat 702               | 17 juin 1992      | Ariane V64 / Kourou     | Prévu : 2007 Opérationnel             | Télécoms                                                | GEO ; 28 canaux C ; 10 canaux Ku ; Plate-forme Loral FS1300 ; 3 800 kg                                                     |
| Eutelsat 2 F4              | 9 juillet 1992    | Ariane V51 / Kourou     | Prévu : 2002 Désorbité : fin 2003     | Télécoms                                                | GEO ; 16 canaux bande Ku ; Spacebus 2000 de ASCa ; 1 800 kg                                                                |
| Topex/Poséidon             | 10 août 1992      | Ariane V52 / Kourou     | Prévu : 1997 Opérationnel             | Altimètre                                               | États-Unis / France ; 1 300 km ; 1 altimètre US en panne                                                                   |
| Spot 3                     | 26 septembre 1993 | Ariane V59 / Kourou     | Prévu : 1998 Panne novembre 1996      | Observation optique                                     | 800 km ; Plate-forme Spot d'Astrium                                                                                        |
| Intelsat 701               | 22 octobre 1993   | Ariane V60 / Kourou     | Prévu : 2008 Opérationnel             | Télécoms                                                | GEO ; 28 canaux C ; 10 canaux Ku ; Plate-forme Loral FS1300 ; 3 800 kg                                                     |
| Turksat 1A                 | 24 janvier 1994   | Ariane V63 / Kourou     | Prévu : 2004 1994 : Échec lanceur     | Télécoms                                                | GEO ; 16 canaux en Ku ; Plate-forme Spacebus 2000 de ASCa ; 1 800 kg Exploitant : Turk Telekom                             |
| Eutelsat 2 F5              | 24 janvier 1994   | Ariane V63 / Kourou     | Prévu : 2004 1994 : Échec lanceur     | Télécoms                                                | GEO ; 16 canaux bande Ku ; Plate-forme Spacebus 2000 de ASCa ; 1800 kg                                                     |
| Turksat 1B                 | 10 août 1994      | Ariane V66 / Kourou     | Prévu : 2004 Désorbité : fin 2005     | Télécoms                                                | GEO ; 16 canaux en Ku ; Plate-forme Spacebus 2000 de ASCa ; 1 800 kg Exploitant : Turk Telekom                             |
| Telecom 2C                 | 6 décembre 1995   | Ariane V81 / Kourou     | Prévu : 2006 Désorbité : non          | Télécoms                                                | GEO ; 6 canaux bande C ; 11 canaux Ku ; 6 canaux X ; Plate-forme Eurostar 2000 de MMS ; 2 275 kg                           |
| Intelsat 703 (NSS 703)     | 6 octobre 1994    | Atlas-Centaure          | Prévu : 2009 Opérationnel             | Télécoms                                                | GEO ; 28 canaux C ; 10 canaux Ku ; Plate-forme Loral FS1300 ; 3 800 kg cédé à New Skies                                    |
| Intelsat 704               | 10 janvier 1995   | Atlas-Centaure          | Prévu : 2010 Opérationnel             | Télécoms                                                | GEO ; 28 canaux C ; 10 canaux Ku ; Plate-forme Loral FS1300 ; 3 800 kg                                                     |
| Intelsat 705               | 22 mars 1995      | Ariane V73 / Kourou     | Prévu : 2010 Prévu : Opérationnel     | Télécoms                                                | GEO ; 28 canaux C ; 10 canaux Ku ; Plate-forme Loral FS1300 ; 3 800 kg                                                     |
| Intelsat 706               | 17 mai 1995       | Ariane V81 / Kourou     | Prévu : 2010 Opérationnel             | Télécoms                                                | GEO ; 28 canaux C ; 10 canaux Ku ; Plate-forme Loral FS1300 ; 3 800 kg                                                     |
| Eutelsat 2 F6 ou Hotbird 1 | 28 mars 1995      | Ariane V71 / Kourou     | Prévu : 2005 Désorbité : début 2007   | TV directe                                              | GEO ; 16 canaux bande Ku ; Spacebus 2000 de ASCa ; 1900 kg                                                                 |
| ERS 2                      | 21 avril 1995     | Ariane V72 / Kourou     | Prévu : 2000 Opérationnel             | Observation radar                                       | 800 km ; ESA ; Plate-forme : Spot de MMS ; 2 400 kg                                                                        |
| Hélios IA                  | 7 juillet 1995    | Ariane 4 V75 / Kourou   | Prévu : 2000 Opérationnel             | Reconnaissance militaire Équipement : imageur optique   | 700 km ; Euracom en passager 2 × Enregistreurs magnétiques                                                                 |
| Cerise                     | 7 juillet 1995    | par Ariane V75 / Kourou | Prévu : 1998 Opérationnel             | Écoute radio                                            | 700 km ; microsat militaire 50 kg Équeuté en orbite par débris Ariane en 1996                                              |
| Intelsat 708               | 14 février 1996   | LM 3B / Chine           | Prévu : 2011 Explosion lanceur        | Télécoms                                                | GEO ; 28 canaux C ; 10 canaux Ku ; Plate-forme Loral FS1300 ; 3 800 kg                                                     |
| Intelsat 707               | 14 mars 1996      | Ariane V84 / Kourou     | Prévu : 2011 Opérationnel             | Télécoms                                                | GEO ; 28 canaux C ; 10 canaux Ku ; Plate-forme Loral FS1300 ; 3 800 kg                                                     |
| Amos 1                     | 16 mai 1996       | Ariane V86 / Kourou     | Prévu : 2006 Opérationnel             | Télécoms                                                | GEO ; Israël ; 7 canaux bande Ku ; Plate-forme IAI ; 1 000 kg                                                              |
| Cluster I Bouquet de 4     | 4 juin 1996       | Ariane 5 / Kourou       | juin 1996 : Échec lanceur             | Scientifique Champ magnétique et électrique             | Tir inaugural Ariane 5 |
| Intelsat 709               | 15 juin 1996      | Ariane V87 / Kourou     | Prévu : 2011 Opérationnel             | Télécoms                                                | GEO ; 28 canaux C ; 10 canaux Ku ; Plate-forme Loral FS1300 ; 3 800 kg Zone hemi-est en panne                              |
| Turksat 1C                 | 9 juillet 1996    | Ariane V89 / Kourou     | Prévu : 2006 Désorbité : non          | Télécoms                                                | GEO ; 16 canaux en Ku ; Plate-forme Spacebus 2000 de ASCa ; 1 800 kg Exploitant : Turk Telekom                             |
| Arabsat 2A                 | 9 juillet 1996    | Ariane V89 / Kourou     | Prévu: 2008 Opérationnel              | Télécoms                                                | GEO ; 22 canaux en C ; 12 canaux en Ku ; Spacebus 3000A de ASCa ; 2 600 kg                                                 |
| Telecom 2D                 | 8 août 1996       | Ariane V90 / Kourou     | Prévu : 2007 Désorbité : non          | Télécoms                                                | GEO ; 6 canaux bande C ; 11 canaux Ku ; 6 canaux X ; Plate-forme Eurostar 2000 de MMS ; 2 275 kg Reversé à flotte Eutelsat |
| Arabsat 2B                 | 13 novembre 1996  | Ariane V92 / Kourou     | Prévu : 2008 Opérationnel             | Télécoms                                                | GEO ; 22 canaux en C ; 12 canaux en Ku ; Spacebus 3000A de ASCa ; 2 600 kg                                                 |
| Spot 4                     | 24 mars 1998      | Ariane V107 / Kourou    | Prévu : 2003 Désorbité : non          | Observation optique                                     | avec Végétation 1 Plateforme Astrium                                                                                       |
| Hélios IB                  | 3 décembre 1999   | Ariane 4 V124 / Kourou  | Prévu : 2004 novembre 2004            | Reconnaissance militaire décalé de 180 ° / H1A          | 700 km ; 2 × Enregistreurs magnétiques 1 × Enregistreur électronique Panne alimentation                                    |
| Clémentine                 | 3 décembre 1999   | Ariane V124 / Kourou    | Prévu : 2003 Opérationnel             | Surveillance radio                                      | 700 km ; microsat militaire 50 kg                                                                                          |
| Artemis                    | 12 juillet 2001   | Ariane 5 V142 / Kourou  | Prévu : 2011 Récupéré en février 2003 | Telecoms expérimental ; Relais de données inter-orbites | GEO ; ESA ; 4 kW ; propulsion ionique Xénon ; Plate-forme Alenia Spazio ; 3 100 kg                                         |
| Envisat 1 / ASAR (Radar)   | 1er mars 2002     | Ariane 5 V145 / Kourou  | Prévu : Opérationnel                  | Observation multimission ASAR                           | 800 km ; ESA ; 8,2 tonnes ; 3,2 kW ; L : 10 m                                                                              |